# Časování
Časování neboli konjugace je způsob ohýbání sloves. Změna jejich tvaru, nejčastěji pomocí koncovek a pomocných slov, slouží k vyjádření mluvnických slovesných kategorií, jako jsou osoba, číslo, čas, vid, rod a způsob, které se vztahují k ději či stavu, jež sloveso popisuje. Podle formy časování se slovesa rozdělují na různé třídy (v latině nazývané konjugace), kterým jsou přiřazeny vzory, podle nichž se slovesa v dané třídě časují.
Rozeznáváme slovesné tvary jednoduché (např. dělat, dělám) a složené (např. dělal jsem, budu dělat).
Způsob časování se v jednotlivých jazycích liší.

## Mluvnické kategorie
- osoba – označuje se číslem: 1. mluvčí, 2. posluchač(i), 3. jiná osoba (jiné osoby)
- číslo – počet účastníků: 1 –  jednotné číslo (singulár), 2 – dvojné číslo (duál), trojné, čtverné, více – množné číslo (plurál)
- čas – zařazení děje v čase, základní rozdělení : minulý, přítomný, budoucí
- vid – vztah k ukončenosti děje: dokonavý a nedokonavý
- rod (diateze) – vztah původce děje k podmětu: činný (aktivum) a trpný (pasivum)
- způsob – vyjadřuje postoj mluvčího k vyjadřovanému ději: oznamovací (indikativ), rozkazovací, podmiňovací způsob (kondicionál), konjunktiv, optativ ad.; neosobní způsoby: infinitiv, příčestí (participium), gerundium